# Piedicorte-di-Gaggio
Piedicorte-di-Gaggio (korziško Pedicorti di Caghju) je naselje in občina v francoskem departmaju Haute-Corse regije - otoka Korzika. Leta 1999 je naselje imelo 127 prebivalcev.

## Geografija
Kraj leži v vzhodnem delu otoka Korzike 97 km južno od središča Bastie.

## Uprava
Občina Piedicorte-di-Gaggio skupaj s sosednjimi občinami Aiti, Alando, Altiani, Alzi, Bustanico, Cambia, Carticasi, Castellare-di-Mercurio, Erbajolo, Érone, Favalello, Focicchia, Giuncaggio, Lano, Mazzola, Pancheraccia, Pietraserena, Rusio, Sermano, Sant'Andréa-di-Bozio, San-Lorenzo, Santa-Lucia-di-Mercurio in Tralonca sestavlja kanton Bustanico s sedežem v Bustanicu. Kanton je sestavni del okrožja Corte.

## Zanimivosti
- baročna župnijska cerkev Marijinega Vnebovzetja iz 19. stoletja, s štirinadstropnim romanskim zvonikom, francoski zgodovinski spomenik.